# پتروفکا (استان آمور)
پتروفکا (به لاتین: Petrovka) یک منطقهٔ مسکونی در روسیه است که در استان آمور واقع شده‌است.